# Doriane Vidal
Pour les articles homonymes, voir Vidal.
Doriane Vidal, née le 16 avril 1976 à Limoges, est une championne française de snowboard, spécialiste du half-pipe. Elle a notamment au cours de sa carrière remporté trois titres de championne du monde de half-pipe (2001, 2003 et 2005) et une médaille d'argent aux Jeux olympiques d'hiver de 2002 à Salt Lake City.

## Biographie
Alors qu'elle vit à Perpignan, Doriane Vidal découvre le snowboard au début des années 1990 dans les Pyrénées.
Elle remporte sa première victoire de Coupe du monde à Morzine-Avoriaz (France), en mars 1997. Elle finira 12e des premiers Jeux olympiques d'hiver accueillant le snowboard à Nagano au Japon.
Un an après, elle perce avec une deuxième place aux Mondiaux de Berchtesgaden en Allemagne. Cette prise d'élan la mène au titre mondial en 2001 à Madonna di Campiglio.
Aux Jeux olympiques de 2002 de Salt Lake City, dans l'Utah (États-Unis), la Française décroche la médaille d'argent.
En 2003, elle conserve facilement son titre, aux Mondiaux de Kreichsberg en Autriche, et le 22 janvier 2005, elle obtient une troisième couronne mondiale de suite.
Elle termine 8e des Jeux olympiques de 2006 à Turin en Italie.
En 2010, elle rejoint l'équipe de France Télévisions au côté de Christian Choupin et Franck Pedretti comme consultante aux Jeux olympiques de Vancouver pour commenter les épreuves de snowboard.
Après sa carrière, elle ouvre un domaine viticole situé à Salses-le-Château, dans les Pyrénées-Orientales.

## Palmarès

### Jeux olympiques d'hiver
- Jeux olympiques de 2002 à Salt Lake City (États-Unis) :
  -  Médaille d'argent en half-pipe.
- Jeux olympiques de 2006 à Turin (Italie) :
  - 8e en halfpipe.

### Championnats du monde de snowboard
- Championnats du monde de 1999 à Berchtesgaden (Allemagne) :
  -  Médaille d'argent en half-pipe.
- Championnats du monde de 2001 à Madonna di Campiglio (Italie) :
  -  Médaille d'or en half-pipe.
- Championnats du monde de 2003 à Kreischberg (Autriche) :
  -  Médaille d'or en half-pipe.
- Championnats du monde de 2005 à Whistler (Canada) :
  -  Médaille d'or en half-pipe.

### Coupe du monde de snowboard
- 1 petit globe de cristal :
  - Vainqueur du classement half-pipe en 1998.
- 23 podiums, 5 victoires.